# 孔枝泳
孔 枝泳（コン・ジヨン、공지영、1963年1月31日 - ）は、韓国の女性小説家。386世代の作家の一人。

## 経歴
ソウル市麻浦区生まれ。延世大学校英文学科卒業。
1987年12月の大統領選挙に際し、不正投票に反対するデモに参加し、警察に逮捕され、留置所に入れられる。この時の体験を1988年、『日の上る夜明け』という短編小説に書き、文壇デビューした。
2005年、『私たちの幸せな時間』を発表。同作は翌2006年にカン・ドンウォン主演で映画化された。また、2008年に佐原ミズにより漫画化され週刊コミックバンチにて連載。単行本が発売されている。
2006年、『愛のあとにくるもの』という辻仁成とのコラボレーション作品を発表した。
2001年に韓国小説家協会韓国小説文学賞受賞、2004年に第12回オ・ヨンス文学賞、2011年に李箱文学賞を受賞。
2017年の韓国大統領選挙では文在寅を支持した。元法務部長官の曹国について、家族の不正入学疑惑や、不正投資疑惑が起こった時、孔は、曹を積極的に擁護した。

## 邦訳
- 『サイの角のようにひとりで行け』（新幹社、石坂浩一訳）1998年
- 『愛のあとにくるもの』（幻冬舎、きむふな訳）2006年
- 『私たちの幸せな時間』（新潮社、蓮池薫訳）2007年
- 『楽しい私の家』（新潮社、蓮池薫訳）2010年
- 『トガニ 幼き瞳の告発』（新潮社、蓮池薫訳）韓国で2011年に、日本で2012年に公開された同名映画の原作